# Michael Lohr
Michael Lohr (* 23. September 1591 in Marienberg; † 17. Februar 1654 in Dresden) war ein deutscher Komponist.
Im Jahr 1602 wurde er Alumnus der Dresdner Kreuzschule beim langjährigen Rektor Tobias Simon. Seine Gesangsausbildung erhielt er von den Kantoren Bartholomäus Petermann und Christoph Lisberger. Anschließend absolvierte er ein Studium an der Leipziger Universität im Fach Theologie und Gesang. In den Jahren von 1612 bis 1618 wirkte er als Kantor in Frankenberg und anschließend bis zum Jahr 1625 in Rochlitz. Hier leitete er die Kantorei-Gesellschaft, ein Ehrenverein mit besonderen Privilegien. Seine Sonn- und Festtage gespielte Kirchenmusik waren die Grundlage für die Stadt Dresden ihn am 9. März 1625 als Kantor auszuwählen. Es begann eine erfolgreiche Zeit in Dresden an der Kreuzschule und dem Kreuzchor, jedoch überschattet vom Dreißigjährigen Krieg. Im Jahr 1622 kam eine große Anzahl von protestantischen Flüchtlingen aus Böhmen nach Dresden und bestimmten somit seine neuere kirchliche Einstellung für seine kirchlichen Werke. Ab dem Jahr 1632 spürte man diesen Krieg auch in Dresden und im Jahr 1633 erfolgten die Einquartierungen des sächsischen Militärs in der Stadt. Zusätzlich wüteten die Pest und eine Feuersbrunst und erhöhten somit die Belastungen für Lohr. Erst mit dem Prager Frieden kehrte etwas Ruhe ein und somit konnte er seine musikalischen kirchlichen Werke weiter fortsetzen. Auch die Pest im Jahre 1637 schränkte wiederum seine Arbeit ein, damals waren circa eintausend Tote zu beklagen. Doch die schlimmen Zeiten waren noch nicht vorbei, denn die Schweden besetzten im Jahr 1639 die Stadt Dresden und lösten wiederum Versorgungsschwierigkeiten und sogar Hungersnöte aus. Erst mit dem Westfälischen Frieden im Jahr 1648 stabilisierte sich die Lage und er konnte erneut seine künstlerische Arbeit fortsetzen. Während dieser Zeit übte er sein Amt als Kantor, Lehrer und Erzieher mit ungeheurer Tatkraft aus. Sein Motto dem Allerhöchsten zu ehren gereiche, christliche Andacht bey den anwesenden erweckt und einer und der ander geistreicher Gesang fein zierlich und vollständig möchte gesungen werden, so ein Spruch aus seinem Nachlass. Im Jahr 1629 wurde sein Werk Newe teutzsche Kirchen Gesänge als Druckerzeugnis veröffentlicht. Es sind 14 achtstimmige und eine siebenstimmige Motette. Der zweite Teil der Newe teutzsche Kirchen Gesänge erschien 1637, von denen drei fünfstimmig und 15 achtstimmig waren. In den Jahren 1642 bis 1644 wurde die Kreuzkirchenorgel renoviert und nach Abschluss mit einer feierlichen Weihe geweiht. Der Organist Elias Lisberger hatte dazu den 149. Psalm komponiert und Lohr den 150. Große Verdienste von ihm waren die Meisterung der sehr schweren Kriegs- und Notjahre der Erhalt und Fortbestand des Kreuzchores.
| Personendaten    | Personendaten       |
| ---------------- | ------------------- |
| NAME             | Lohr, Michael       |
| KURZBESCHREIBUNG | deutscher Komponist |
| GEBURTSDATUM     | 23. September 1591  |
| GEBURTSORT       | Marienberg          |
| STERBEDATUM      | 17. Februar 1654    |
| STERBEORT        | Dresden             |